# Британська експедиція на Еверест (1953)

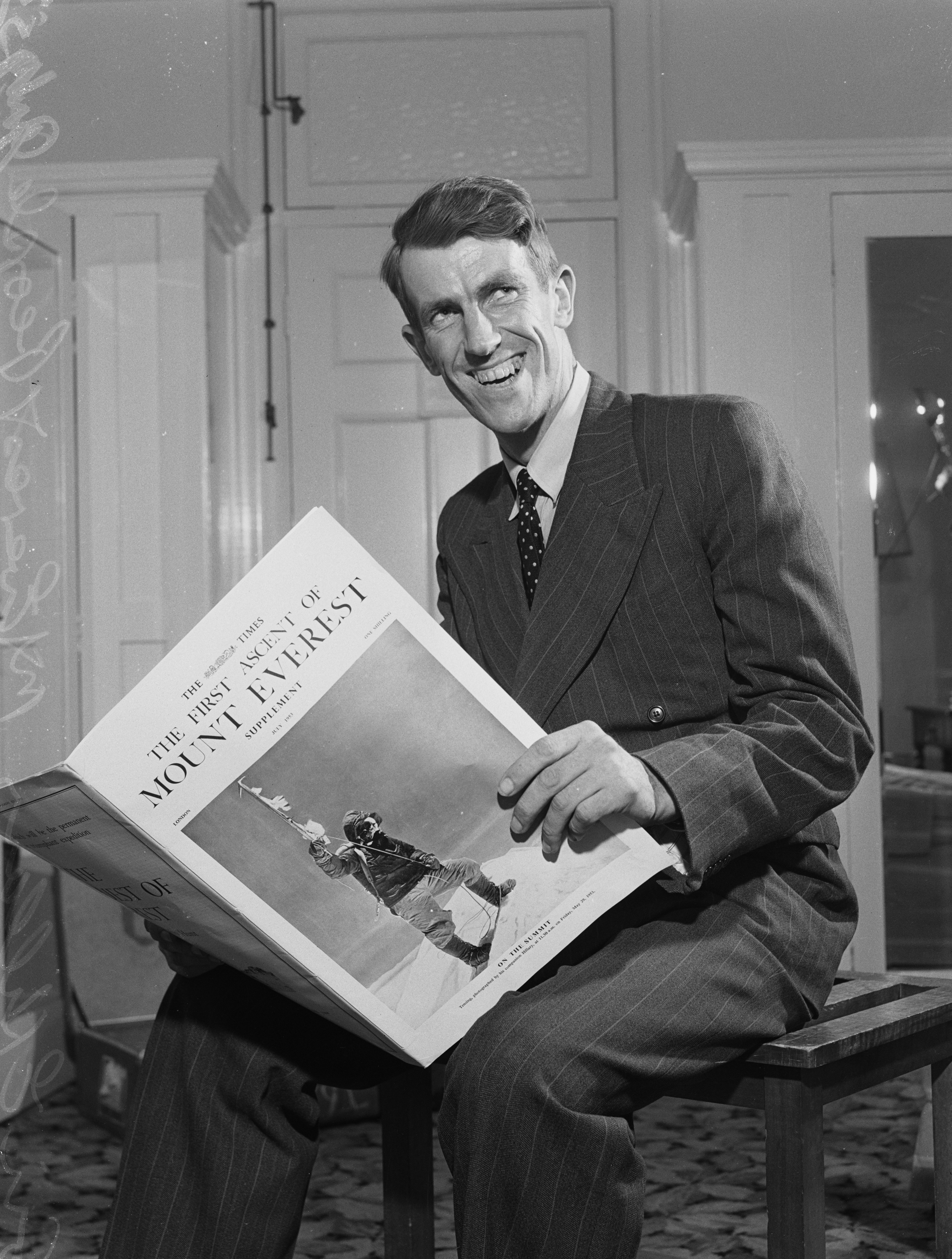
Едмунд Гілларі читає «The Times», з його фотографією іншого учасника сходження Тензинга Норгея на обкладинці, липень 1953 року.

Британська експедиція на Еверест 1953 року — дев'ята альпіністська експедиція, яка спробувала вперше піднятися на гору Еверест, і перша підтверджена успіхом, коли Тенцинг Норгей і Едмунд Гілларі досягли вершини 29 травня 1953 року. Під керівництвом полковника Джона Ганта, вона була організована і фінансується Спільним гімалайським комітетом. Новини про успіх експедиції вчасно дійшли до Лондона, щоб бути оприлюдненими вранці на день коронації королеви Єлизавети II, 2 червня того ж року.

## Передумови
Визначений як найвища гора у світі в 1850-х роках, Еверест став предметом інтересу під час Золотої ери альпінізму, хоча його висота поставила під сумнів можливість піднятися на нього. У 1885 році в книзі Клінтона Томаса Дента «Над сніговою лінією» було припущено, що підйом може бути можливим. Практичні міркування (і Перша світова війна) перешкоджали значним підходам до 1920-х років. Цитується Джордж Меллорі, який сказав, що хоче піднятися на Еверест, «тому що він там», фразу, яку називають «найвідомішими трьома словами в альпінізмі». Відомо, що Мелорі зник на Евересті під час британської експедиції на Еверест у 1924 році, і його доля залишалася таємницею протягом 75 років.
Більшість перших спроб піднятися на Еверест здійснювалися з північного (тибетського) боку, але китайська революція 1949 року та подальша анексія Тибету призвели до закриття цього маршруту. Альпіністи почали розглядати підхід з непальської сторони. Швейцарська експедиція на гору Еверест 1952 року, піднявшись з Непалу, досягла висоти близько 8595 метрів на південно-східному хребті, встановивши новий рекорд висоти сходження.

## Експедиція

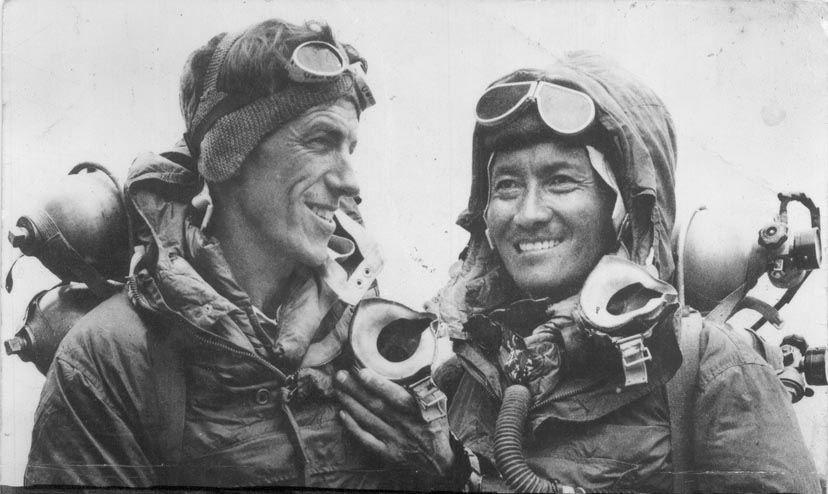
Едмунд Гілларі і Тенцинг Норгей у 1953 році.

Перша партія разом зі 150 носіями залишила Катманду на гору Еверест 10 березня, а потім Друга партія та 200 носіїв 11 березня. Вони дійшли до Тіанбоче 26 та 27 березня відповідно, а між 26 березня та 17 квітня займалися висотою аклімацією.
Хант планував три напади двох альпіністів, включаючи «третю та останню спробу», якщо це необхідно, хоча після двох послідовних нападів; Зачекайте кілька днів, щоб «відновити наші сили» та поповнити табори. План на перші два напади був оголошений Хантом 7 травня. Перша штурмова сторона, яка використовує обладнання для кисню із закритим контуром, повинна була розпочати з табору VIII і прагне дістатися до південного саміту (і, якщо можливо, на саміті), що складається з Тома Бурділлона та Чарльза Еванса, оскільки лише Бурділон міг би впоратися з експериментальними наборами. Друга партія штурму, яка використовує обладнання для кисню з відкритим контуром, повинна бути найсильнішою парою сходження, Ед Хілларі та Тензінг Норгай; Для початку з табору IX вище на південному полковнику Третій штурмовий вечір був би Вільфом Нойсом та Майком Уордом.

## Учасники експедиції
Учасники експедиції були відібрані за їхньою кваліфікацією альпініста, а також за їхнім досвідом у наданні ряду інших необхідних навичок та допоміжних послуг. Попри те, що більшість з них були з самого Сполученого Королівства, вони також були залучені з інших країн Британської імперії та Співдружності Націй. Лідер, Хант, народився в Індії.
| Ім'я            | Функції                                     | Професія                    | Вік на момент сходження (1 листопада 1952 р.) |
| --------------- | ------------------------------------------- | --------------------------- | --------------------------------------------- |
| Джон Гант       | Керівник експедиції та альпініст            | Полковник британської армії | 42                                            |
| Чарльз Еванс    | Заступник керівника експедиції та альпініст | Фізик                       | 33                                            |
| Джордж Бенд     | Альпініст                                   | Дипломований геолог         | 23                                            |
| Том Бурдийон    | Альпініст                                   | Фізик                       | 28                                            |
| Альфред Грегорі | Альпініст                                   | Директор турфірми           | 39                                            |
| Вілфрід Нойс    | Альпініст                                   | Учитель і автор             | 34                                            |
| Гріффіт П'ю     | Лікар і альпініст                           | Фізіолог                    | 43                                            |
| Том Стобарт     | Оператор і альпініст                        | Оператор                    | 38                                            |
| Майкл Ворд      | Експедиційний лікар і альпініст             | Фізик                       | 27                                            |
| Майк Вестмакотт | Альпініст                                   | Статистик                   | 27                                            |
| Чарльз Вайлі    | Організаційний секретар і альпініст         | Солдат                      | 32                                            |
| Едмунд Гілларі  | Альпініст                                   | Пасічник                    | 33                                            |
| Джордж Лоу      | Альпініст                                   | Директор школи              | 28                                            |
| Тенцинг Норгей  | Альпініст і гід                             |                             | 38                                            |
| Шерпа Аннуллу   | Альпініст і гід                             |                             |                                               |